# Бум-Бум
«Бум-Бум» — двадцатый номерной альбом Михаила Шуфутинского, изданный компанией «Квадро-диск» в 2003 году. Альбом состоит из 15 треков различных авторских союзов. Большинство песен композитора Игоря Зубкова на стихи Александра Полярника.

## Общая информация
Песня «Пойду однажды по Руси» была удостоена премии «Шансон Года» в 2003 году.
В альбом также вошла уникальная композиция в исполнении Михаила Шуфутинского «Марджанджа».
Песни «Пойду однажды по Руси», «Обожаю», «Вежливый», «Играл скрипач» также стали визитной карточкой представленного альбома.

## Мнение об альбоме
Наталья Светлакова. «МИХАИЛ ШУФУТИНСКИЙ - "БУМ-БУМ"», 2003 г.:

Композиции для альбома подобраны тщательно и с большим вкусом. Все они броские, яркие, недаром сочиняли их для Шуфутинского такие маститые композиторы, как Игорь Зубков и Лора Квинт. Тексты большинства песен, над которыми работали Константин Арсеньев, Александр Полярник и Любовь Воропаева, — крепкие и гладкие. Слова и музыка запоминаются с первого раза и надолго привязываются. Врезается в память и хрипловатый грудной тембр голоса Михаила Шуфутинского, его неторопливая манера исполнения.
— 2003

## Список композиций
| №   | Название                   | Автор(ы)                         | Длительность |
| --- | -------------------------- | -------------------------------- | ------------ |
| 1.  | «Эх, цыганка»              | цыганская народная песня         | 2:47         |
| 2.  | «Медсестричка»             | Игорь Зубков, Александр Полярник | 4:18         |
| 3.  | «Отпустите врача»          | Игорь Зубков, Александр Полярник | 4:05         |
| 4.  | «Ах, Зоя, Зоечка»          | Игорь Зубков, Александр Полярник | 3:31         |
| 5.  | «Играл скрипач»            | Игорь Зубков, Александр Полярник | 3:58         |
| 6.  | «Романс про Изю Шнеерсона» | Игорь Зубков, Фима Жиганец       | 3:41         |
| 7.  | «Жёлтенький пиджак»        | Юрий Алмазов, Ольга Павлова      | 4:21         |
| 8.  | «Обожаю»                   | Иван Кононов                     | 2:57         |
| 9.  | «Марджанджа»               | Игорь Зубков, Константин Арсенев | 3:19         |
| 10. | «Бум-Бум»                  | Лора Квинт, Николай Денисов      | 3:35         |
| 11. | «Золотой иероглиф»         | Игорь Зубков, Константин Арсенев | 4:23         |
| 12. | «Вежливый»                 | Лора Квинт, Любовь Воропаева     | 3:04         |
| 13. | «Людка»                    | Игорь Зубков, Александр Полярник | 3:08         |
| 14. | «Пересылка»                | Вячеслав Клименков               | 4:10         |
| 15. | «Пойду однажды по Руси»    | Игорь Зубков, Александр Полярник | 3:36         |

## Участники записи
- Михаил Шуфутинский — вокал.
- Игорь Лалетин, Игорь Постоев — аранжировка.
- Владимир Шустер, Игорь Лалетин, Андрей «Рэмбо», Игорь Логинов (2), Леонид Воробьев, Николай Орса — звукорежиссеры.
- Владимир Васильев, Илья Брылин, Ирина Желнова, Майя Губенко, Игорь Зубков, Наталья Павлова, Лада Колосова, Наталия Княжинска, Игорь Лалетин, Игорь Пиликов — бэк-вокал. В песне «Играл скрипач» — Хор Михаила Турецкого.
- Владимир Васильев — гитара.
- Анатолий Ботиченко — труба.
- Михаил Савин, Сергей Резанцев — саксофон.
- Игорь Лалетин, Игорь Зубков, Вадим Афонин, Дмитрий Носков, Денис Копытов — клавиши.
- Виктор Чилимов, Александр Фельдман — скрипка.
- Игорь Зубков, Рушан Аюпов — аккордеон.
- Андрей Субботин — мастеринг.

Записано на студии «Салам», г. Тверь, студии Владимира Осинского, г. Москва,
Fish Sound, г. Москва, CPIG, г. Москва
Сведено на студии «Салам», г. Тверь

## Награды и номинации
| Год  | Награда     | Номинированная работа   | Результат |
| ---- | ----------- | ----------------------- | --------- |
| 2003 | Шансон года | «Пойду однажды по Руси» | Победа    |